# 佐藤郁良
佐藤 郁良（さとう いくら、1968年9月24日 - ）は、日本の俳人。
東京都生まれ。1981年、開成中学校・高等学校に入学し、同校では生徒会長を務めた。1987年に卒業。東京大学文学部国文学専修卒業後、1997年から開成中学校・高等学校国語科教諭。2001年、俳句部の顧問として俳句甲子園に引率したことをきっかけに、自らも句作開始する。それ以後、6年連続で俳句甲子園出場に導く。2003年「銀化」入会、2006年同人新人賞受賞、2010年副編集長。2007年、第1句集『海図』で第31回俳人協会新人賞を受賞。
開成高校俳句部を率いて、俳句甲子園には第4回（2001年）から現在に至るまで、21年連続出場。優勝11回、準優勝4回に導く。教え子には山口優夢、村越敦、福田若之、小野あらた、岩田奎など。

## 著書
- 『海図 佐藤郁良句集』ふらんす堂、2007年
- 『俳句のための文語文法入門』角川学芸出版、2011年
- 『星の呼吸 句集』角川書店、2012年
- 『俳句のための文語文法　実作編』KADOKAWA、2017年
- 『俳句を楽しむ』岩波書店 2019年

## 参考
- ISBN　978-4-04-652530-7
- ISBN　978-4-04-652603-8
- 『文藝年鑑』2014年